# Утегенов, Хасан
Хасан Утегенов (каз. Хасан Өтегенов; 1896 год — 1968 год) — председатель колхоза имени Микояна Гурьевского района Гурьевской области, Казахская ССР. Герой Социалистического Труда (1948).

## Биография
Хасан Утегенов родился в 1896 году в селе Морское Денгизского района Гурьевской области в семье скотовода. Его отец работал пастухом 40 лет в селе Жанбай. Казах по национальности. В 1943 году вступил в ВКП(б).
С 1 января 1910 года по 1919 год работал рыбаком.
С 1920 года по 1924 год работал заместителем председателя и секретарем Морского сельсовета Денгизского района.
С 1 января 1924 года по 1 января 1930 года работал заместителем председателя рыболовецкого товарищества «Рыбак», поселок Кудряшово Денгизского района.
С 1 января 1930 года по 1 февраля 1931 года работал заместителем председателя колхоза «Тункерс», Морской аулсовет Денгизского района.
С 1 февраля 1931 года по 1 сентября 1932 года работал заместителем председателя Денгизского райрыбакколхозсоюза.
С 1 сентября 1932 года по 1 января 1934 года работал председателем Жилокосинского райрыбакколхозсоюза.
С 1 января 1934 года по 1 сентября 1939 года работал в системе Урало-Каспийского треста, заместителем директора Жилокосинского района и заведующим пунктом Забурунского рыбозавода.
С 1 сентября 1939 года по 1 апреля 1943 года работал начальником отдела в Гурьевской машинно-рыболовецкой станции (МРС) и заместителем командира 29-й дивизии.
С 1 апреля 1943 года по 1 февраля 1952 года работал председателем рыболовецкого колхоза им. Микояна Гурьевского района.
Колхоз им. Микояна, руководимый Хасаном Утегеновым, был одним из передовых колхозов в области. В годы Великой Отечественной войны и в последующие годы колхоз всегда выполнял и перевыполнял государственные планы по добыче рыбы и по развитию животноводства. Так, в 1943 году колхоз им. Микояна досрочно выполнил годовой план добычи рыбы на 218 процентов и завоевал переходящее Красное Знамя Государственного Комитета Обороны СССР.
В 1947 году колхоз при табунном содержании получил и вырастил 230 жеребят от 234 кобыл.
В 1948 году колхоз досрочно выполнил годовой план добычи рыбы, а также своих обязательств по росту поголовья скота и сдаче государству продукции животноводства и полеводства.
План добычи рыбы послевоенной пятилетки колхозом выполнен досрочно на 132 процента, государству сдано 122.202 пуда сверхплановой рыбы.
С 1 февраля 1952 года по 1 июля 1957 года работал председателем колхоза «Еркин Кала» Гурьевского района, до ухода на пенсию в 1957 году. С 1957 года установлена персональная пенсия республиканского значения.
Вновь возвращается к трудовой деятельности и с 1 июня 1958 года по июль 1962 года работал председателем Областного общества охотников и рыболовов.
В последнее время Хасан Утегенов работал заместителем председателя Гурьевского областного правления Казахского общества слепых, на общественных началах.

## Общественная работа
Наряду с производством он принимает активное участие в общественно-политической жизни городской и областной организации. Он неоднократно избирался депутатом сельского и городского Совета депутатов трудящихся и членом Гурьевского городского комитета КП Казахстана.
Был делегатом IV съезда Компартии Казахстана, а также неоднократно избирался депутатом городской и областной партийных конференций.

## Награды
За сбор 100 тысяч рублей на постройку танковой колонны в период Великой Отечественной войны колхозниками сельхозартели им. Микояна во главе с тов. Хасаном Утегеновым, Государственным Комитетом Обороны СССР от 3 марта 1944 года ему была объявлена благодарность.
В 1945 году он награжден медалью «За доблестный труд в Великой Отечественной войне 1941—1945 гг.» и значком «Отличник социалистического соревнования Наркомата рыбной промышленности СССР».
Указом Президиума Верховного Совета СССР от 23 июля 1948 года «за получение высокой продуктивности животноводства в 1947 году при выполнении колхозом обязательных поставок сельскохозяйственных продуктов и плана развития животноводства» тов. Утегенов Хасан удостоен звания Героя Социалистического Труда с вручением Ордена Ленина и золотой медали Серп и Молот.

## Память
Решением акима Атырауского сельского округа города Атырау Атырауской области от 28 марта 2017 года улице в селе Жаңаталап-1, Атырауского сельского округа присвоено имя «Хасан Утегенов».